# Craniotome
Craniotome  é um gênero botânico da família Lamiaceae

## Espécies
- Craniotome furcata
- Craniotome mauritianum
- Craniotome versicolor